# Atomóra

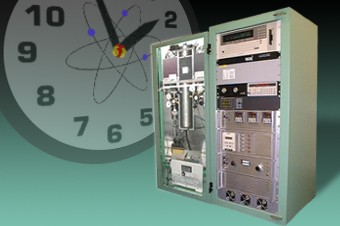
Atomóra

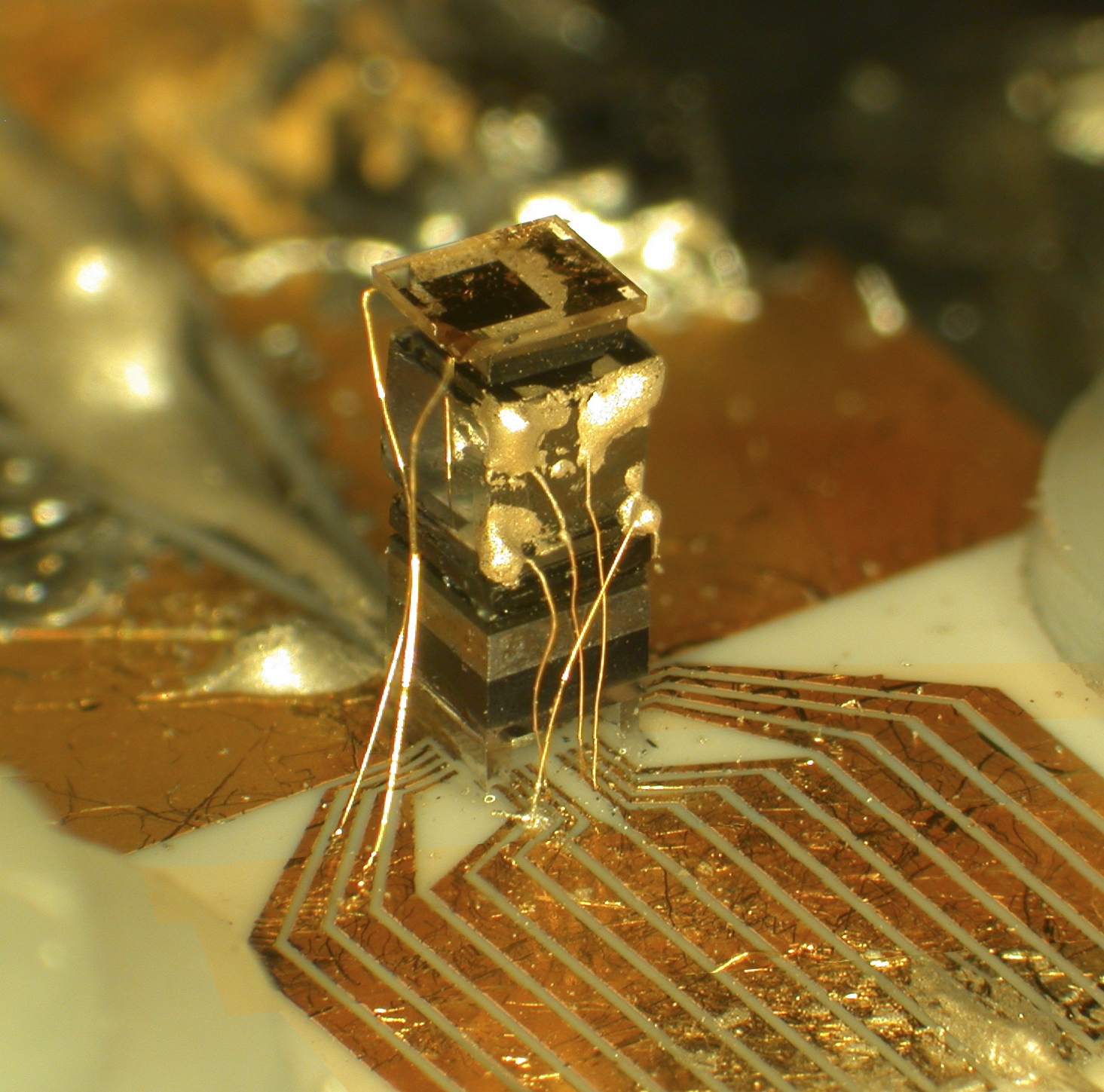
A NIST által bemutatott kicsinyített óra áramköri lapkája

Atomórának olyan típusú órát nevezünk, melyben atomok rezgésszámát használják fel egy pontos frekvencia előállítására. A frekvenciát számlálóba vezetik, amely másodpercet és abból származtatott nagyobb időegységeket mutat.
Atomórákkal már a 20. század elején kísérleteztek, 1949-ben a National Bureau of Standards (Amerikai Szabványügyi Hivatal, NBS, a későbbi NIST) épített egyet, melyben az ammóniagáz részecskéinek rezgését használták fel. Az első, cézium-133 atommal működő órát 1955-ben Louis Essen építette meg Angliában, a National Physical Laboratory-ban (Nemzeti Fizikai Laboratórium). Ezek után fogadták el nemzetközi egyetértéssel az atomórák által előállított másodpercet, mint a másodperc meghatározását.
A legjobb atomóra pontossága jelenleg az 5×10−19 nagyságrendben van 1 órás átlagolással, ezt 3-D kvantumgáz alkalmazásával érték el.
2004 augusztusában az amerikai National Institute of Standards and Technology (NIST) (Nemzeti Szabványügyi és Technológiai Intézet, USA) bemutatott egy kicsinyített atomóra-változatot, mely a korábbi konstrukciókhoz képest nagyjából 1:100 méretű. A készülék mindössze 75 milliwatt energiát fogyaszt, így működtethető akár akkumulátorról is.
A hétköznapi életben használt rádióvezérelt órákat néha atomórának nevezik, ezek az órák azonban  nem maguk állítják elő a pontos időt, hanem rádióhullámok útján veszik az atomórák által előállított jelet. Annyiban jogos a megnevezés, hogy ha a vétel naponta megtörténik, akkor az ilyen óra a nemzetközi atomórák idejét mutatja, vagyis a pontossága sokkal jobb más órákhoz viszonyítva.

## Felfedezése
A mikrohullámok hatását már az 1930-as évektől kezdve vizsgálták. Az 1940-es években Isidor Isaac Rabi javasolta, hogy atomok rezgését kellene felhasználni pontos óra készítésére. A második világháború során fejlesztették ki a radart, amely mikrohullámmal működik. A mikrohullám hatásának vizsgálatai során felfedezték, hogy a gázok közül az ammónia pontosan 23,87 GHz frekvencián rezgésbe jön, ennél kisebb vagy nagyobb frekvencián azonban nem.

## Működése

### Elvi működés
Az ammóniát egy kis kamrába zárják, aminek az egyik oldalához mikrohullámú gerjesztő eszköz csatlakozik (ez egyfajta lézer, amit „mézer”-nek neveznek), a másik oldalán pedig egy olyan eszköz van, ami a gáz rezgésére reagál. Ez utóbbi egy mérőeszköz, amelynek jelét visszavezetik a gerjesztő eszközhöz, így visszacsatolás jön létre. A mikrohullámú frekvencia finom változtatásával egy bizonyos frekvencián az ammóniaatomok rezgésbe jönnek. Ekkor a mérőeszközön a mért jel rendkívüli mértékben felerősödik. Kisebb vagy nagyobb frekvencián a jel erőssége meredeken csökken. A frekvencia beállítása automatikusan történik. Amikor a legnagyobb jelet kapják, az a frekvencia az ammónia ún. sajátfrekvenciája. Ez az érték a külső gerjesztő eszközön leolvasható.
Bár a rezgési sáv elég kicsi, mégis vannak problémák az óra működésével kapcsolatban. Az egyik problémát az okozza, hogy az ammóniamolekulák egymással és a kamra falával is ütköznek, ezért a kapott frekvencia kicsit „elkenődik”, kis mértékben pontatlanná válik. A másik probléma abból adódik, hogy az atomok egyszer a mérőeszköz felé, másszor meg az ellenkező irányba haladnak, ez pedig az ún. Doppler-effektus révén szintén a frekvencia megváltozásával jár.
(Az ammónia egy molekula, természetesen ennek atomjairól van szó)
A fenti problémák a céziummal kapcsolatban nem jelentkeznek. A cézium szobahőmérsékleten szilárd halmazállapotú, ezüstös fém. Az atommagot egy elektronfelhő veszi körül, amelyben egyetlen elektron van a legkülső héjon. Ennek az elektronnak kicsiny mágneses mezeje van, mintha a tengelye körül forogna. A céziumatom magja szintén forog, ezzel egy másik mágneses mezőt hoz létre. A két mágneses mező természetesen hatással van egymásra. Amikor a két mágneses tér ugyanabba az irányba mutat, az a céziumatom egyik energiaállapota, amikor a mágneses terek ellenkező irányba néznek, az egy másik energiaállapot. A kétféle állapot közötti átmenetre jellemző a 9 192 631 770 frekvencia. Az elektron vagy elnyeli, vagy kibocsátja az ennek a frekvenciának megfelelő energiájú fotont.

### A céziummal működő atomóra gyakorlati működése
A céziumot felhevítik, és egy légüres csőbe vezetik. Az atomok a csőben egymás mellett haladnak (tehát nem ütköznek egymással, mint az ammónia esetén). Az atomok a haladásuk során egy mágneses térhez érnek, amelynek iránya merőleges az atomok haladási irányával. Ez azt eredményezi, hogy az atomok közül csak egyféle energiaállapotú atomok haladnak tovább a csőben, a többieket a mágneses tér eltéríti. A továbbhaladó atomokat mikrohullámmal gerjesztik, melynek frekvenciája igen közel van a fent megadott értékhez. Ha a gerjesztő frekvencia megegyezik a céziumatom rezonancia-frekvenciájával, akkor nagy számú atom változtatja meg az energiaállapotát. Ezután az atomok egy másik mágneses mezővel találkoznak, mely eltéríti azokat az atomokat, amelyek nem változtatták meg az energiaállapotukat, a többieket viszont átengedi. Ezek után egy érzékelő szonda következik, amibe a céziumatomok beleütköznek. Az érzékelő szonda a beléje ütköző atomok számával arányos jelet ad ki magából. Ezt a jelet visszavezetik oda, ahol a gerjesztő frekvencia értéke beállítódik, mégpedig olyan módon, hogy minél nagyobb számú atom érkezzen az érzékelőbe. Ez egyúttal azt is jelenti, hogy a beállított frekvencia pontosan megegyezik az atomok saját rezonancia-frekvenciájával.

## A szabványos másodperc
1967-ben a Mértékegységek Nemzetközi Rendszere (SI) a másodperc fogalmát úgy határozta meg, mint az alapállapotú 133Cs atom két hiperfinom energiaszintje közötti átmenetnek megfelelő sugárzás 9 192 631 770 periódusának időtartama. Ez a meghatározás a céziummal működő atomórát teszi elsődleges forrásnak az idő- és frekvenciaméréseknél. Más fizikai mennyiségek, mint például a volt vagy a méter, a saját szabványukban többek között a másodperc meghatározására támaszkodnak.

## További atomóra-változatok
Ilyen például a rubídiummal működő atomóra, melynek kedvezőbb a költsége és kisebb a helyigénye a cézium-atomórához képest. Rövid távú stabilitása ugyanolyan jó. Sok kereskedelmi termékben megtalálható ez a fajta óra, mivel hordozható kivitelben készül. A légi közlekedésben is használják. A hidrogénnel működő atomórákat főleg Oroszországban készítik. Ennek kiváló a rövid távú stabilitása, olcsó, hosszú távon azonban kevésbé pontos.
A gyakorlati alkalmazásokban az órákat sokszor kombinálva használják, így például rubídiummal működő atomórát GPS-vevővel kötnek össze. Ezzel a megoldással kiváló rövid távú pontosságot lehet elérni, a hosszú távú stabilitás pedig megfelel a nemzetközi időszabvány kívánalmainak is.

## A különböző órák élettartama
Egy szabvány élettartama fontos gyakorlati kérdés. A mai rubídiumcső legalább 10 évig használható, és mindössze 50 dollárnak megfelelő összegbe kerül. A céziumcső, amely a nemzetközi szabványoknak is megfelel, körülbelül 7 évig használható, és költsége 35 000 dollár. [mikor?] A hidrogénnel működő cső is alacsony költségű, élettartama korlátlan.

## Továbbfejlesztés
A legtöbb jelenlegi kutatás arra irányul, hogyan lehetne az atomóra kisebb, olcsóbb, pontosabb vagy megbízhatóbb. Ezek a célok gyakran ellentmondásban vannak egymással.
Egy konkrét fejlesztés szerint mikrohullámú gerjesztés helyett fényt használnak. A fény magasabb frekvenciája egy stabil lézerrendszerrel együtt nagyobb frekvenciastabilitást tesz lehetővé. A 2000-es évben bemutatott femtomásodperces frekvenciafésűvel lehetővé vált az optikai tartományba eső frekvenciák mérése. A világon több helyen folyamatban van fénnyel működő atomóra kifejlesztése. Két alapvető technológia van kipróbálás alatt. Az egyik az "ioncsapdában elszigetelt egyionos" megoldás, a másik az "optikai rácsban fogvatartott semleges atom" módszer. Mindkettő lehetővé teszi, hogy az ion vagy az atom a külső zavaró hatásoktól teljesen el legyen szigetelve, így nagyon stabil frekvencia érhető el. További anyagokkal is folynak kísérletek, ilyenek többek között az alumínium (Al), a higany (Hg), a stroncium (Sr) és az itterbium (Yb).

## Jelentősége
Az atomórák jelentősége nem csak az idő egyre pontosabb mérésében van, hanem a pontos idő felhasználható olyan hétköznapi területeken is, mint a GPS, de fontos szerepe van tudományos mértékegységek meghatározásában is (pl. hosszmérés), illetve a sötét anyag keresésében.

## Fordítás
Ez a szócikk részben vagy egészben  az   Atomic clock című angol Wikipédia-szócikk ezen változatának fordításán alapul.  Az eredeti cikk szerkesztőit annak laptörténete sorolja fel. Ez a jelzés csupán a megfogalmazás eredetét és a szerzői jogokat jelzi, nem szolgál a cikkben szereplő információk forrásmegjelöléseként.

## Külső, angol nyelvű hivatkozások
- PTB Braunschweig, Germany – angol és német nyelvű oldal
- National Physical Laboratory (UK) idővel foglalkozó oldal
- NIST Internet Time Service (ITS): "Állítsa be számítógépe óráját az interneten keresztül"
- NIST sajtóközlemény a kicsinyített atomóráról Archiválva 2004. szeptember 16-i dátummal a Wayback Machine-ben
- a kicsinyített óra saját oldala, bővebb információkkal
- a NIST weboldala
- atomórákról a londoni Science Museum honlapján Archiválva 2007. május 5-i dátummal a Wayback Machine-ben
- NIST Launches a New U.S. Time Standard: NIST-F2 Atomic Clock 2014-04-03